# 구글 로고

2015년 9월 1일부터 사용된 현재의 구글 로고

구글 로고(Google logo)는 검색 엔진 기업을 나타내기 위한 수많은 환경에 등장한다. 구글은 사명이 변경된 이후로(구글의 역사 문서 참고) 여러 로고에 의존해왔으며 세르게이 브린이 GIMP를 이용하여 첫 로고가 제작되었다. 개정된 로고는 2015년 9월 1일 데뷔하였다. 1999년부터 2013년 사이 약간의 수정을 거친 이전 로고가 루스 케다(Ruth Kedar)에 의해 디자인되었으며 이 워드마크는 1982년 Berthold Type Foundry용으로 Gustav Jaeger가 디자인한 올드 스타일 세리프 글꼴인 Catull에 기반을 두었다.
구글은 휴일, 유명한 인물의 생일, 올림픽 경기 등 중요 행사 때 자사의 로고의  수정 등 유머스러운 기능이나 다양한 수정을 제공하고 있다. 이 특별한 로고들은 일부 데니스 황에 의해 디자인되었으며 현재는 구글 두들로 알려져 있다.

## 역사
구글 로고
- 최초 로고 (1997년 9월 15일 ~ 1998년 9월 27일)
- Baskerville Bold의 오리지널 로고 (1998년 9월 28일 ~ 1998년 10월 29일)
- 로고 (1998년 10월 30일 ~ 1999년 5월 30일)

- Catull 글꼴 기반의 로고 (1999년 5월 31일 ~ 2010년 5월 5일)
- 로고 (2010년 5월 6일 ~ 2013년 9월 18일)
- 로고 (2013년 9월 19일 ~ 2015년 8월 31일)
- 현재 로고 (2015년 9월 1일 ~ )

## 구글 두들

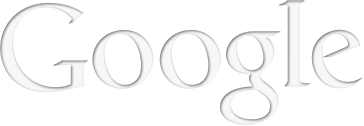

최초의 구글 두들은 1998년 버닝 맨을 기리기 위해 사용되었다.

## 무색 로고

구글 두들

무색 버전의 로고는 특히 수일 동안 주요 비극 상황을 인식시키기 위해 로컬 홈페이지에 사용된다. 이 디자인은 폴란드 공군 Tu-154 추락 사고로 인해 구글 폴란드 홈페이지에 처음 사용되었다.

## 파비콘

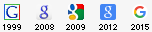
구글 파비콘 목록

1999년부터 2008년 5월 29일까지 구글의 파비콘은 흰 배경 위에 보이는 파란 대문자 G였다. 빨강, 파랑, 녹색의 테두리가 수반되었다.